# Bioxip

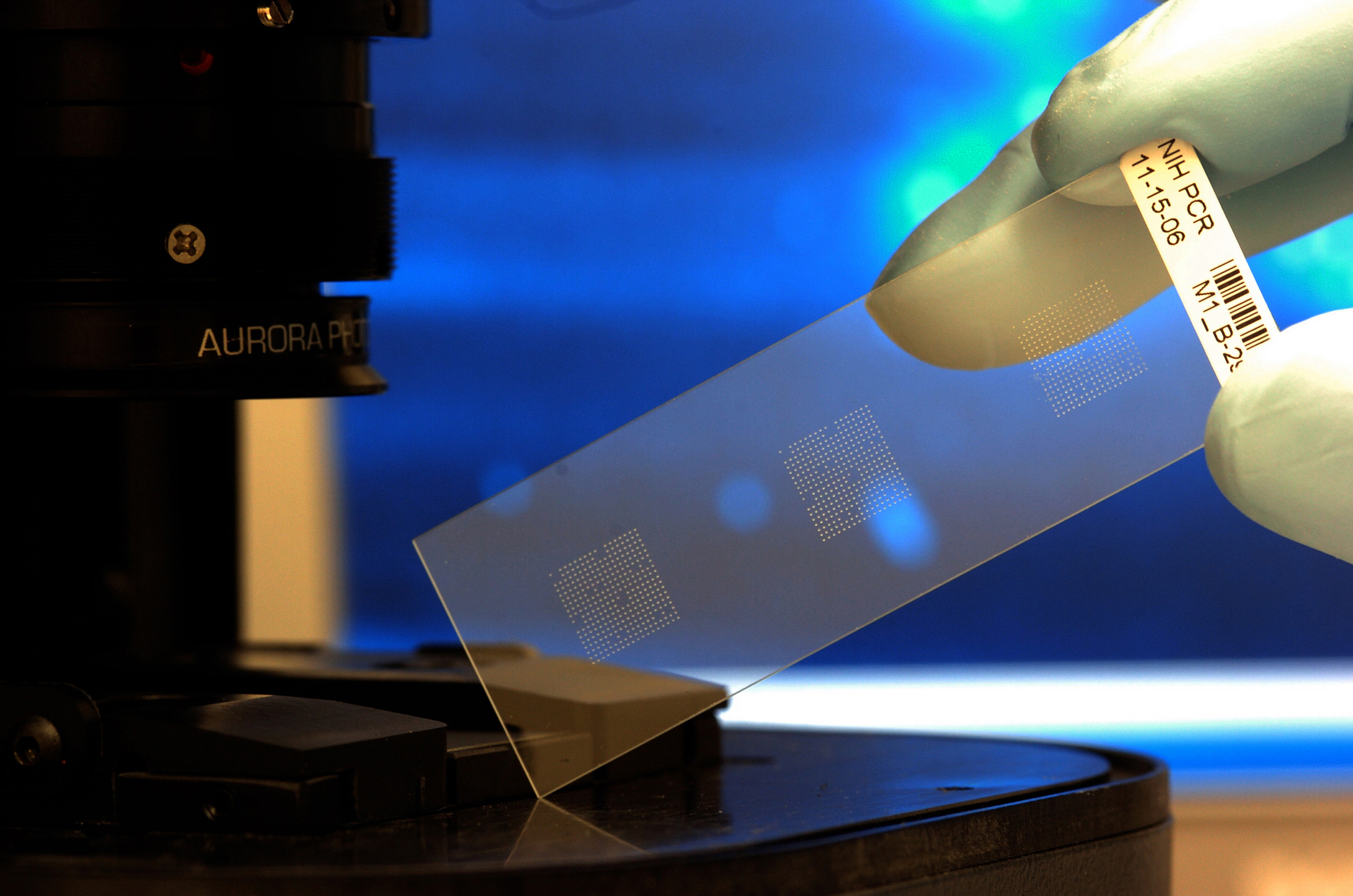
Centenars de gotes de gel són visibles al bioxip.

Un bioxip o una matriu és un dispositiu a petita escala, anàleg a un circuit integrat, usat per analitzar molècules orgàniques associades amb organismes vius. Un bioxip és un petit mecanisme construït de grans molècules orgàniques, com ara les proteïnes, capaç d'exercir les funcions d'un ordinador (emmagatzematge de dades, processament). Un altre tipus de bioxip, és un petit aparell capaç de realitzar ràpides reaccions bioquímiques en escala reduïda, amb el propòsit d'identificar seqüències genètiques, conèixer mutacions genètiques, agents contaminants, toxines o altres elements bioquímics. S'utilitza per a l'anàlisi de fragments d'ADN, especialment per a la identificació i la seqüenciació de mostres d'ADN i per a l'estudi de l'expressió gènica.

## Història
El desenvolupament va començar amb un treball precoç sobre la tecnologia del sensor subjacent. Un dels primers sensors portàtils basats en química va ser l'elèctrode de pH de vidre, inventat el 1922 per Hughes en anys posteriors. Per exemple, es va produir un sensor K + en incorporar valinomicina a una membrana fina.
El 1953, Watson and Crick va anunciar el seu descobriment de la ja coneguda estructura de doble hèlix de les molècules d'ADN i van donar el pas a la investigació genètica que continua fins als nostres dies. El desenvolupament de tècniques de seqüenciació el 1977 per Gilbert i Sanger (treballant per separat) va permetre als investigadors llegir directament els codis genètics que proporcionen instruccions per a la síntesi de proteïnes. Aquesta investigació va mostrar com la hibridació de les cadenes oligonucleòtides d'un complement complementari es pot utilitzar com a base per detectar l'ADN. Dues novetats addicionals van permetre la tecnologia utilitzada en l'ADN modern basat. Primer, el 1983, Kary Mullis va inventar la tècnica de reacció en cadena de la polimerasa (PCR), un mètode per amplificar les concentracions d'ADN. Aquest descobriment va fer possible la detecció de quantitats extremadament petites d'ADN en mostres. En segon lloc, el 1986 Hood i col·laboradors van idear un mètode per etiquetar molècules d'ADN amb etiquetes fluorescents en lloc de radiomarcels, permetent així observar òpticament experiments d'hibridació.
El component real de detecció (o "xip") és només una peça d'un sistema d'anàlisi complet. La transducció s'ha de fer per traduir l'esdeveniment de detecció real (enquadernació d'ADN, oxidació / reducció, etc.) en un format comprensible per un ordinador (tensió, intensitat de llum, massa, etc.), que permetrà després analitzar i processar una producció addicional. sortida final, llegible per humans. Les múltiples tecnologies necessàries per aconseguir un èxit de biochip: des de la química de detecció, fins al microarray, fins al processament de senyals, requereixen un autèntic enfocament multidisciplinari, fent que la barrera a l'entrada sigui forta. Affymetrix va introduir un dels primers bioxips comercials. Els seus productes "GeneChip" contenen milers de sensors d'ADN individuals per utilitzar-los en defectes de detecció, o polimorfismes de nucleòtids únics (SNPs), en gens com p53 (un supressor de tumors) i BRCA1 i BRCA2 (relacionats amb un càncer de mama). Els xips es produeixen mitjançant tècniques de microlitografia utilitzades tradicionalment per fabricar circuits integrats. (vegeu més avall) 

## Fabricació de microarray

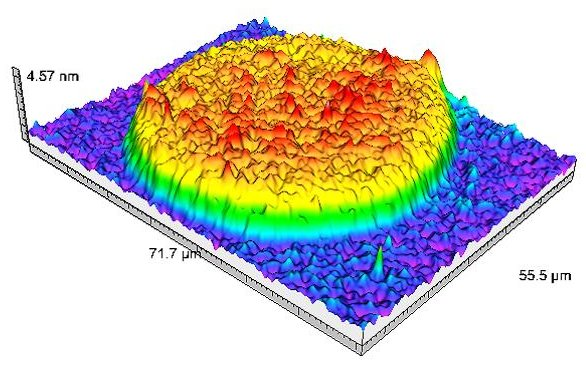
3D Sarfus image of a DNA biochip

El microarray, la densa xarxa bidimensional densa de biosensors, és el component crític d'una plataforma de biochip. Típicament, els sensors es dipositen sobre un substrat pla, que pot ser passiu (per exemple, silici o vidre) o actiu, aquest últim format per electrònica integrada o dispositius micromecànics que realitzen o ajuden a la transducció del senyal. La química superficial s'utilitza per unir de forma covalent les molècules del sensor al medi del substrat. La fabricació de microarrays no és trivial i és un gran obstacle econòmic i tecnològic que pot decidir en última instància l'èxit de les futures plataformes de biochip. El repte principal de la fabricació és el procés de col·locar cada sensor en una posició específica (normalment en una graella cartesiana) al substrat. Per assolir la col·locació existeixen diversos mitjans, però normalment són micro-canalitzacions robòtiques o microimpressió s'utilitzen sistemes per col·locar petites taques de material de sensor a la superfície del xip. Com que cada sensor és únic, només es poden col·locar uns quants punts alhora. La naturalesa de baix rendiment d'aquest procés resulta en costos de fabricació elevats.
Fodor i col·laboradors van desenvolupar un procés de fabricació únic (més tard utilitzat per Affymetrix) en el qual s'utilitzen una sèrie de passos de microlitografia per sintetitzar combinativament centenars de milers de sensors d'ADN monocatenaris en un substrat un nucleòtid alhora. Cal un pas de litografia per tipus de base; per tant, cal fer un total de quatre passos per nivell de nucleòtid. Tot i que aquesta tècnica és molt potent, ja que es poden crear simultàniament molts sensors, actualment només és possible crear creacions curtes d'ADN (15-25 nucleòtids). La fiabilitat i els factors de cost limiten el nombre de passos de fotolitografia que es poden fer. A més, actualment no són possibles tècniques de síntesi combinacional dirigides a la llum per a proteïnes ni altres molècules sensores.
Com s'ha apuntat anteriorment, la majoria de microarrays consisteixen en una xarxa cartesiana de sensors. Aquest enfocament s'utilitza principalment per mapar o "codificar" la coordenada de cada sensor amb la seva funció. Els sensors d'aquestes matrius utilitzen normalment una tècnica de senyalització universal (per exemple, la fluorescència), de manera que les coordenades són la seva única característica identificativa. Aquestes matrius s'han de fer mitjançant un procés en sèrie (és a dir, requerint diversos passos seqüencials) per garantir que cada sensor estigui situat en la posició correcta.
La fabricació "aleatòria", en què els sensors es col·loquen en posicions arbitràries del xip, és una alternativa al mètode en sèrie. No és necessari un procés de posicionament tediós i car, que permeti l'ús de tècniques d'autoassemblatge paral·lelitzades. En aquest enfocament, es poden produir grans lots de sensors idèntics; els sensors de cada lot es combinen i es munten en una matriu. Per identificar cada sensor s'ha d'utilitzar un esquema de codificació basat no en coordenades. Tal com mostra la figura, aquest disseny es va demostrar per primera vegada (i posteriorment comercialitzat per Illumina) utilitzant perles funcionalitzades col·locades aleatòriament als pous d'un cable de fibra òptica gravat. Cada perla va ser codificada exclusivament amb una signatura fluorescent. Tot i això, aquest esquema de codificació està limitat en el nombre de combinacions de colorants únics que es poden utilitzar i diferenciar amb èxit.

## Bioxip de proteïnes i altres tecnologies de microarray
Els microarrays no es limiten a l'anàlisi d'ADN; També es poden produir microarrays de proteïnes, microarrays d'anticossos, microarray de compost químic mitjançant biochips. Randox Laboratories Ltd. va llançar Evidence, el primer analitzador de proteïnes Biochip Array Technology el 2003. En proteïna Biochip Array Technology, el biochip substitueix la placa ELISA o cubeta com a plataforma de reacció. El biochip s'utilitza per analitzar simultàniament un quadre de proves relacionades en una única mostra, produint un perfil de pacient. El perfil del pacient es pot utilitzar en el cribratge de la malaltia, el diagnòstic, el seguiment de la progressió de la malaltia o el seguiment del tractament. Realitzar múltiples anàlisis simultàniament, descrites com a multiplexacions, permet una reducció significativa del temps de processament i de la quantitat de mostra del pacient necessària. Biochip Array Technology és una nova aplicació d'una metodologia familiar, que utilitza immunes d'assaig sandwich, competitives i de captació d'anticossos. La diferència respecte dels immunoanàlisis convencionals és que, els lligands de captura s'uneixen de forma covalent a la superfície del bioxip en una matriu ordenada més que en una solució.
En els assaigs d'entrepans s'utilitza un anticòs marcat amb enzima; En proves competitives s'utilitza un antigen marcat amb enzima. Quan es llueix anticorp-antigen, una reacció de quimioluminescència produeix llum. La detecció es realitza mitjançant un sensor CCD (CCD-coupled device). La càmera CCD és un sensor sensible i d'alta resolució capaç de detectar i quantificar amb precisió nivells de llum molt baixos. Les regions de prova es localitzen amb un patró de quadrícula, i s'analitzen els senyals de quimioluminescència mitjançant un programa d'imatge per quantificar ràpidament i simultàniament els analits.
Els biochips també s'utilitzen en el camp de la microfisiometria, p.aplicacions en la pell en un xip.